# Aella di Deira
Aella di Deira, detto anche Ella o Ille (... – 588), è stato un re anglosassone, primo sovrano conosciuto del Regno di Deira (nell'odierna Inghilterra).
Era probabilmente il leader degli angli tra la fine del V e gli inizi del VI secolo si erano stanziati sulla costa della regione britannica di Deywr, di cui Aella si sarebbe impadronito attorno al 559. La capitale del suo regno era probabilmente Petuaria (odierna Brough). Aella morì attorno al 588. 
Secondo la "Cronaca anglosassone" prese il potere dopo la morte di re Ida di Bernicia, nello stesso anno in cui sul trono del Wessex salì re Ceawlin. Avrebbe regnato 30 anni. Tuttavia, la Cronaca colloca la sua morte nel 588 e afferma che a lui successe 
il figlio (o fratello) Etelrico. È forse per questo che Florence di Worcester dice che Aella salì sul trono nel 559, cioè per armonizzare la data di morte di Aella con i 30 anni del suo regno. 
Un altro suo figlio, Edvino, avrebbe in seguito regnato sui reami unificati di Deira e Bernicia (la Northumbria) e sarebbe stato bretwalda degli anglosassoni. Secondo san Beda il Venerabile, sua figlia Acha sarebbe andata in sposa al re di Bernicia Etelfrido. Dalla loro unione nacque Oswald, che diventerà santo. 
Il manoscritto Parker presenta la genealogia di Aella, che viene fatta risalire al mitico Wotan attraverso Waedaeg, Sigegar, Swebdaeg, Segegeat, Saebald, Saefugi, Westerfalca, Wilgisl, Uxfrea e fino al padre Yffi (figura sconosciuta alle altre fonti).
Aella compare in un aneddoto sulla vita di san Gregorio Magno, narrato da Beda, e anche in un racconto della Saga di Gautrekr, conosciuto in una versione svedese del XIII secolo